# Camins al Grau
Camins al Grau és el nom que rep el districte número 12 de la ciutat de València (País Valencià). Limita amb Algirós pel nord, amb Eixample i El Pla del Real a l'est, amb Poblats Marítims a l'oest i amb Quatre Carreres al sud.

## Demografia
Camins al Grau tenia 64.619 habitants el 2008, distribuïts entre cinc barris:
- Aiora (25.948)[2]
- Albors (9.093)[3]
- La Creu del Grau (15.230)[4]
- Camí Fondo (4.626)[5]
- Penya-Roja (9.722)[6]